# Nobuhiro Takeda
Nobuhiro Takeda (in giapponese 武田 修宏; Hamamatsu, 10 maggio 1967) è un ex calciatore giapponese, di ruolo attaccante.
Campione d'Asia con la Nazionale giapponese nel 1992.

## Carriera

### Club
Takeda ha iniziato a giocare nella Japan Soccer League per lo Yomiuri nel 1986.
È rimasto allo Yomiuri (dal 1993 Verdy Kawasaki) fino al 1995, quando si è trasferito allo Júbilo Iwata per la stagione 1996. L'anno seguente è tornato al Verdy Kawasaki per poi passare al Kyoto Purple Sanga dal luglio a dicembre 1997.
Dal 1998 al 1999 ha giocato pel lo JEF United Ichihara e nel 2000 è nuovamente tornato al Verdy Kawasaki prima di trasferirsi in Paraguay firmando per lo Sportivo Luqueño.
L'anno seguente è rientrato ancora al Verdy, che si era appena trasferito a Tokyo, dove ha chiuso la carriera.

### Nazionale
Takeda ha disputato 18 partite con la Nazionale giapponese.
Ha esordito l'8 aprile 1987 in una partita di qualificazione alle Olimpiadi 1988 contro l'Indonesia al National Olympic Stadium di Tokyo, segnando il suo primo e unico gol in Nazionale.
Nel 1992 ha fatto parte della selezione che ha vinto la Coppa d'Asia.

## Palmarès

### Club

#### Competizioni nazionali
- Japan Soccer League: 3

Yomiuri: 1986-1987, 1990-1991, 1991-1992
- Campionato giapponese: 2

Verdy Kawasaki: 1993, 1994
- Coppa Yamazaki Nabisco: 3

Verdy Kawasaki: 1992, 1993, 1994
- Supercoppa del Giappone: 3

Verdy Kawasaki: 1994, 1995

#### Competizioni internazionali
- AFC Champions League: 1

Yomiuri: 1988

### Nazionale
- Coppa d'Asia: 1

1992